# Sonntagsmaler
Als Sonntagsmaler wird ein Laienmaler bezeichnet, der aus einem anderen Beruf stammt.

## Definition
Der Malerei wird als Hobby nachgegangen, sozusagen als Sonntagsvergnügen.  Jedoch handelt es sich nicht immer um Naive Malerei, weil sich der Künstler etwa über Malkurse durchaus ein fundiertes Wissen angeeignet haben kann.
Sonntagsmalerei ist seit dem Barock bekannt. Im 19. Jahrhundert wuchs die Zahl der Sonntagsmaler und wurde im Biedermeier besonders populär.  Heutzutage wird sie immer noch praktiziert, aber weniger als im 19. Jahrhundert. Als beliebtes Motiv dienten vor der Erfindung der Fotografie vor allem Reiseeindrücke.

## Bekannte Sonntagsmaler
- Victor Hugo
- Der Vater Rudolf Hausners
- Dietrich von Saucken
- August Strindberg
- Clovis Trouille
- Johann Wolfgang von Goethe
- Winston Churchill
- Theodor Heuss
- Otto Grotewohl
- Adalbert Trillhaase